# Saulgé
Saulgé is een gemeente in het Franse departement Vienne (regio Nouvelle-Aquitaine) en telt 1012 inwoners (2014). De plaats maakt deel uit van het arrondissement Montmorillon.

## Geografie
De oppervlakte van Saulgé bedraagt 62,31 km², de bevolkingsdichtheid is 16 inwoners per km².
De onderstaande kaart toont de ligging van Saulgé met de belangrijkste infrastructuur en aangrenzende gemeenten.

## Demografie
Onderstaande figuur toont het verloop van het inwonertal (bron: INSEE-tellingen).